# Crombie
Crombie è un villaggio del Fife, in Scozia, Regno Unito, al centro di un'area agricola, situato in prossimità del mare nella parte occidentale del Fife.
Crombie ospita, dal 1916, un importante deposito di munizioni.
Crombie gravita economicamente attorno ai maggiori agglomerati urbani circostanti presso cui molti suoi abitanti svolgono la propria attività lavorativa.